# 舍盧別伊湖
54°42′12″N 42°42′30″E / 54.703424°N 42.708443°E

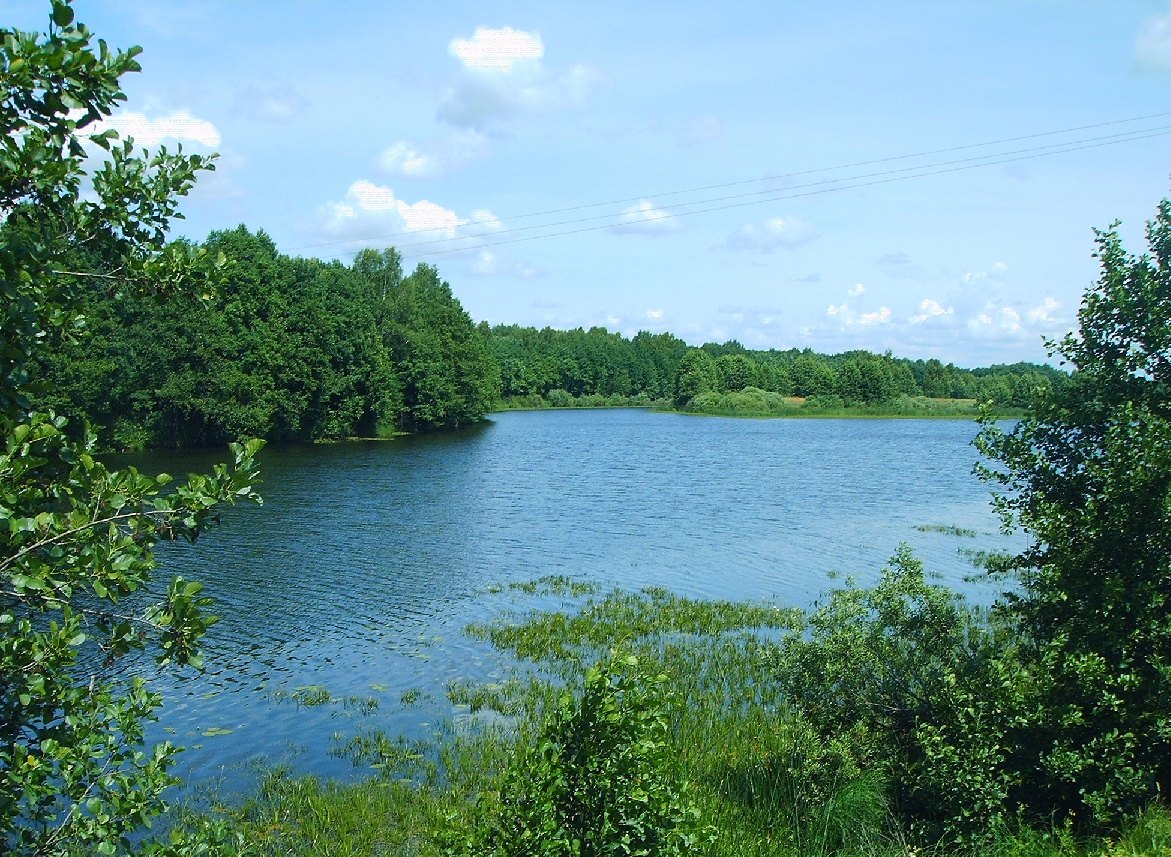

舍盧別伊湖（俄语：Шелубей），是俄羅斯的湖泊，位於該國西部，由莫爾多瓦共和國負責管轄，處於堅古舍夫斯基區，長2.2公里、寬0.1公里，面積0.18平方公里，平均水深3米。